# Leichtathletik-Länderkampf der Männer 1937 England – Deutschland
| 3. Leichtathletik-Länderkampf mit deutscher Beteiligung 1937 | 3. Leichtathletik-Länderkampf mit deutscher Beteiligung 1937 |
| ------------------------------------------------------------ | ------------------------------------------------------------ |
|                                                              |                                                              |
| Ländervergleich der Männer: England – Deutschland            |                                                              |
| Austragungsort                                               | London                                                       |
| Wettbewerbe                                                  | 13                                                           |
| Datum                                                        | 14. August 1937                                              |
| 1. ENG 2. GER                                                | 69 Punkte 57 Punkte                                          |
| Chronik                                                      |                                                              |
| ← GER-FRA (M)                                                | DNK-GER (M) →                                                |

Der dritte Länderkampf des Jahres 1937 führte die deutschen Leichtathleten in die britische Hauptstadt London. Dort kam es zum dritten Vergleich mit England, der am 14. August ausgetragen wurde.

## Wettbewerbe und Modus
Die Distanzen der Laufdisziplinen wurden hier in London wieder auf das angelsächsische Maß mit Yards und Meilen zugeschnitten. Es stand nur ein Staffelwettbewerb auf dem Programm, bezeichnet als Meilenstaffel mit den vier Abschnitten 440 yds – 220 yds – 220 yds – 880 yds. Im Bereich der technischen Disziplinen standen mit dem Hoch-, Stabhoch- und Weitsprung drei Sprungwettbewerbe im Programm. Außerdem gab es mit dem Kugelstoßen und Diskuswurf zwei Wettbewerbe aus dem Bereich Stoß/Wurf. Gewertet wurde wie auch zuvor im Aufeinandertreffen mit Frankreich nach dem später üblichen System. Einzeldisziplinen: Pl. 1: 5 P, Pl. 2: 3 P, …, Pl. 4: 1 P / Staffel: Pl. 1: 3 P, Pl. 2: 3 P.

## Resultat
Deutschlands Leichtathleten konnten alle fünf technischen Wettbewerbe für sich entscheiden. Doch das reichte diesmal nicht zum Gesamterfolg. Die englischen Sportler waren in den Laufwettbewerben das klar bessere Team und kamen mit 69 zu 57 Punkten nach zwei Niederlagen zu ihrem ersten Sieg gegen Deutschland.

## Legende
Kurze Übersicht zur Bedeutung der Symbolik – so üblicherweise auch in sonstigen Veröffentlichungen verwendet:
| k. A. | keine Angabe |

## Resultate

### 100 yds
| Platz | Athlet           | Land | Zeit (s) |
| ----- | ---------------- | ---- | -------- |
| 1     | Arthur Sweeney   | ENG  | 9,8      |
| 2     | Cyril Holmes     | ENG  | k. A.    |
| 3     | Erich Borchmeyer | GER  | k. A.    |
| 4     | Gerd Hornberger  | GER  | k. A.    |

### 220 yds
| Platz | Athlet          | Land | Zeit (s) |
| ----- | --------------- | ---- | -------- |
| 1     | Cyril Holmes    | ENG  | 22,0     |
| 2     | Alan Pennington | ENG  | k. A.    |
| 3     | Karl Neckermann | GER  | k. A.    |
| 4     | Jakob Scheuring | GER  | k. A.    |

### 440 yds
| Platz | Athlet         | Land | Zeit (s) |
| ----- | -------------- | ---- | -------- |
| 1     | Bill Roberts   | ENG  | 48,2     |
| 2     | Godfrey Brown  | ENG  | k. A.    |
| 3     | Peter Kobens   | GER  | k. A.    |
| 4     | Rudolf Klupsch | GER  | k. A.    |

### 880 yds
| Platz | Athlet         | Land | Zeit (min) |
| ----- | -------------- | ---- | ---------- |
| 1     | Rudolf Harbig  | GER  | 0001:54,8  |
| 2     | Arthur Collyer | ENG  | ca. 1:55,6 |
| 3     | Frank Handley  | ENG  | ca. 1:55,7 |
| 4     | Ewald Mertens  | GER  | 0001:56,2  |

### 1 Meile
| Platz | Athlet           | Land | Zeit (min) |
| ----- | ---------------- | ---- | ---------- |
| 1     | Sydney Wooderson | ENG  | 4:19,0     |
| 2     | Fritz Schaumburg | GER  | 4:20,4     |
| 3     | Edmund Stadler   | GER  | 4:21,2     |
| 4     | Denis Pell       | ENG  | k. A.      |

### 3 Meilen
| Platz | Athlet          | Land | Zeit (min) |
| ----- | --------------- | ---- | ---------- |
| 1     | Peter Ward      | ENG  | 14:33,4    |
| 2     | Max Syring      | GER  | 14:34,2    |
| 3     | Dainty          | ENG  | k. A.      |
| 4     | Ernst Eberhardt | GER  | k. A.      |

### 120 yds Hürden
| Platz | Athlet        | Land | Zeit (s) |
| ----- | ------------- | ---- | -------- |
| 1     | John Thornton | ENG  | 00014,6  |
| 2     | Don Finlay    | ENG  | ca. 14,7 |
| 3     | Karl Kumpmann | GER  | k. A.    |
| 4     | Erwin Wegner  | GER  | k. A.    |

### Meilen-Staffel (440 yds – 220 yds – 220 yds – 880 yds)
| Platz | Besetzung       | Land                                                         | Zeit (min)  |
| ----- | --------------- | ------------------------------------------------------------ | ----------- |
| 1     | England         | Bill Roberts Arthur Sweeney Alan Pennington Godfrey Brown    | 3:26,2      |
| 2     | Deutsches Reich | Erich Linnhoff Karl Neckermann Gerd Hornberger Rudolf Harbig | 20 m zurück |

### Hochsprung
| Platz | Athlet          | Land | Höhe (m) |
| ----- | --------------- | ---- | -------- |
| 1     | Gustav Weinkötz | GER  | 1,90     |
| 2     | John Newman     | ENG  | 1,88     |
| 3     | Kurt Augustin   | GER  | 1,88     |
| 4     | Robert Kennedy  | ENG  | 1,85     |

### Stabhochsprung
| Platz | Athlet          | Land | Höhe (m) |
| ----- | --------------- | ---- | -------- |
| 1     | Karl Sutter     | GER  | 3,96     |
| 2     | Julius Müller   | GER  | 3,81     |
| 3     | Richard Webster | ENG  | 3,81     |
| 4     | Alfred Kinally  | ENG  | 3,65     |

### Weitsprung
| Platz | Athlet         | Land | Weite (m) |
| ----- | -------------- | ---- | --------- |
| 1     | Luz Long       | GER  | 7,41      |
| 2     | Bernhard Aßmus | GER  | 6,95      |
| 3     | Harry Lister   | ENG  | 6,90      |
| 4     | Sandy Duncan   | ENG  | 6,62      |

### Kugelstoßen
| Platz | Athlet         | Land | Weite (m) |
| ----- | -------------- | ---- | --------- |
| 1     | Hans Woellke   | GER  | 15,97     |
| 2     | Gerhard Stöck  | GER  | 14,52     |
| 3     | Robert Howland | ENG  | 13,75     |
| 4     | P. Hincks      | ENG  | 13,41     |

### Diskuswurf
| Platz | Athlet         | Land | Weite (m) |
| ----- | -------------- | ---- | --------- |
| 1     | Gerhard Stöck  | GER  | 44,80     |
| 2     | Willy Schröder | GER  | 44,55     |
| 3     | James Nesbitt  | ENG  | 41,93     |
| 4     | David Young    | ENG  | 41,53     |